# Monument 1 de San Martín Pajapan

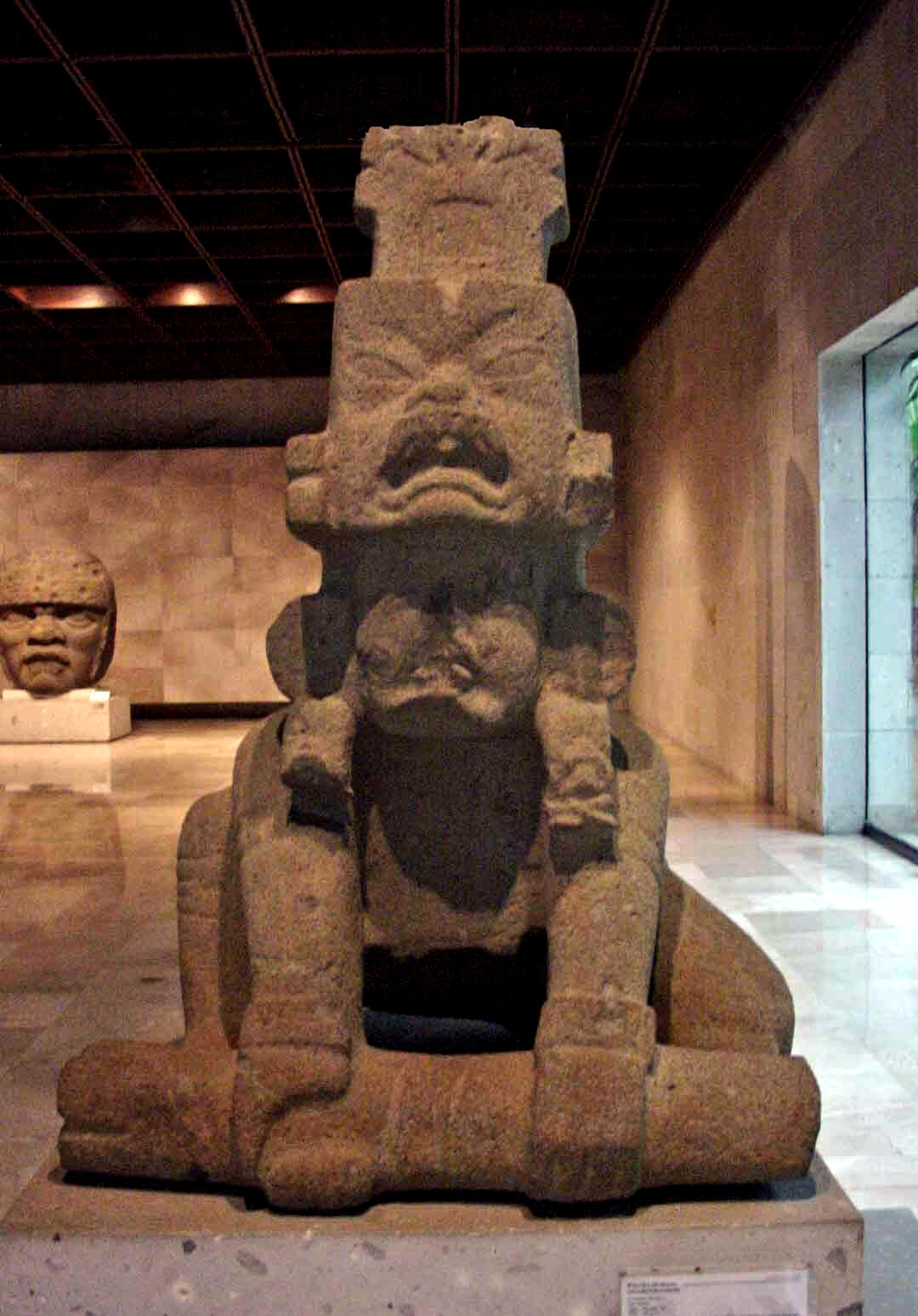
No tot l'art monumental olmeca era en ciutats o llogarets. El Monument 1 de San Martín Pajapan es va descobrir al cim d'un volcà apagat

El Monument 1 de San Martín Pajapan és una gran escultura olmeca de basalt, trobada al cim del volcà adormit de San Martín Pajapan, a les Muntanyes Tuxtlas de l'estat mexicà de Veracruz. És notable per la situació originària i per la seua iconografia olmeca.

## Descripció
Probablement fou esculpida durant el període formatiu inicial, abans del 1000 ae; l'estàtua fa 1,4 m d'alçada i mostra un jove senyor ajupit. En l'acte d'aixecar una barra cerimonial, té la mà dreta sota una de les extremitats i l'esquerra sobre l'altra. Es pensa que aquesta posa, quasi idèntica a la dels "bessons" d'El Azuzul, representa un governant o xaman (o ambdós) durant el ritual d'alçar l'Arbre del Món Mesoamericà o Axis mundi, un acte que estableix el centre del món i que connecta el pla terrenal amb els mons superior i inferior.
El jove senyor sosté una enorme lligadura, i al davant sembla coberta amb una màscara. La màscara mostra el cap dividit, els ulls ametlats, i la característica boca cap a baix del jaguar home sobrenatural, implicant que l'humà se n'havia tornat o actuava sota l'autoritat o protecció del món sobrenatural.
Darrere, als costats de la lligadura flueixen plomes. A la part superior, hi ha abundant vegetació, potser dacsa. La màscara s'ha identificat amb la del déu de la pluja olmeca i la iconografia i situació de l'estàtua indiquen la creença mesoamericana en les muntanyes com a residència dels déus.

## Descobriment arqueològic

Situació original del Monument 1 de San Martín de Pajapan en el context de l'àrea nuclear olmeca

L'escultura fou inicialment identificada pel topògraf Ismael Loya el 1897 i la redescobriren Frans Blom i Oliver La Farge en la seua expedició de 1925. Situada en una plataforma entre els dos pics més alts de la riba del cràter del volcà, estava envoltada d'ofrenes d'atuells partits, ofrenes de jade, i molts altres objectes que daten des de temps antics fins al segle xx, indicant que havia estat objecte de veneració durant mil·lennis. Aquestes ofrenes i la mateixa estàtua van servir per a entendre el cim de San Martín Pajapan com un paisatge sagrat.
El 1929, Marshall Seville del Museum of the American Indian de Nova York, va relacionar l'estàtua amb altres artefactes de diverses col·leccions, basant-se en semblances estilístiques i en una iconografia comuna. Tenint en compte que no era versemblant que l'estàtua hagués estat moguda després de la col·locació original, Seville proposà que aquest estil artístic "olmeca" s'havia originat al sud de Veracruz.
Es troba actualment exposada al Museu d'Antropologia de Xalapa de Veracruz.